# イブラーヒーム・イブン・アル＝アシュタル
イブラーヒーム・イブン・マーリク・アル＝アシュタル・イブン・アル＝ハーリス・アル＝ナハイー（アラビア語: إبراهيمبنمالكالأشتربنالحارثالنخعي, ラテン文字転写: Ibrāhīm ibn Mālik al-Ashtar ibn al-Ḥārith al-Nakhaʿī, 691年10月没）は、正統カリフのアリー・イブン・アビー・ターリブと、後にはアリー家支持派の指導者であるムフタール・アッ＝サカフィーとウマイヤ朝に対抗してカリフを称したアブドゥッラー・イブン・アッ＝ズバイルに仕えたアラブ人の将軍である。
イブラーヒームは686年のハーズィルの戦いでウバイドゥッラー・イブン・ズィヤードが率いるウマイヤ朝軍に対してムフタール軍を決定的な勝利に導き、ウバイドゥッラーを殺害した。ムフタールの死後はズバイル家に降ったが、691年のマスキンの戦いでウマイヤ朝軍に敗れて戦死した。

## 家族と生い立ち
イブラーヒームは正統カリフ軍の将軍であり、カリフのアリー・イブン・アビー・ターリブ（在位：656年 - 661年）の支持者であったマーリク・アル＝アシュタル・イブン・アル＝ハーリス・アル＝ナハイーの息子である。一家はナハ族に属していたため、ニスバ（由来名）はアル＝ナハイーである。ナハ族はカフターン部族に属するマズヒジュ族の一部族であった。イブラーヒームには母親が同じで父親が異なる兄弟がいたが、その別の父親であるアブドゥッラフマーン・イブン・アブドゥッラー・アル＝ナハイーもイブラーヒームと同じく軍人であった。イブラーヒームは異父のアブドゥッラフマーンと同様に657年のスィッフィーンの戦いでアリーとともにウマイヤ家と戦ったと伝えられている。

## 経歴
イブラーヒームはアリー家支持派で反ウマイヤ朝の指導者であるムフタール・アッ＝サカフィーの下に加わって以降に頭角を現した。ムフタールは685年にクーファの支配権を奪い、その後すぐにウバイドゥッラー・イブン・ズィヤードが率いるシリアから侵攻してきたウマイヤ朝軍と対峙することになった。ムフタールはウマイヤ朝のイラクへの侵入を防ぐために、大部分がペルシア人のマワーリー（被征服民のイスラームへの改宗者）からなる部隊を指揮権とともにイブラーヒームに委ねた。イブラーヒームは部隊とともに北に向かって進軍し、モスルの東で起こったハーズィルの戦いでウマイヤ朝軍と戦った。イブラーヒームはウマイヤ朝軍に壊滅的な打撃を与え、フサイン・イブン・ヌマイルなどの他の高位の指揮官とともにウバイドゥッラーを殺害した。イブラーヒームは指揮官たちの首をムフタールに送り、さらにムフタールはこれらの首をマディーナとイラクの一部を支配していた反ウマイヤ朝の対抗のカリフであるアブドゥッラー・イブン・アッ＝ズバイルの下に送った。
687年までにムフタールはハーズィルの戦いにおけるウマイヤ朝軍の敗走後にムフタールの支配下に置かれたモスルの総督としてイブラーヒームを任命した。しかし、それと同じ頃にムフタールとその配下の者たちはアブドゥッラー・イブン・アッ＝ズバイルの弟のムスアブ・イブン・アッ＝ズバイルによってクーファを包囲され、ムフタールは包囲後の戦闘で殺害された。その後、ウマイヤ朝のカリフのアブドゥルマリク・イブン・マルワーンがウマイヤ朝側に投降させようと努めたにもかかわらず、イブラーヒームはズバイル家側に亡命した。最終的にイブラーヒームは691年10月のマスキンの戦いでムスアブとともにウマイヤ朝軍と戦ったものの、敗北して殺害された。戦いが終わった後、イブラーヒームの遺体はウマイヤ朝軍によって収容され、焼却された。ウマイヤ朝軍はズバイル家の勢力を打ち破り、その後イラクを再征服した。イブラーヒームの息子のヌゥマーンはマズヒジュ族の軍の指揮官となり、720年のヤズィード・イブン・アル＝ムハッラブによるウマイヤ朝に対する反乱の際にはヤズィードのクーファにおけるアサド族の部隊の指揮官を務めた。

## 評価
歴史家のヒュー・ナイジェル・ケネディは、イブラーヒームを「マルワーン家によるウマイヤ朝統治下の時代（684年 - 750年）にクーファが生んだ最も才能のある将軍」と評している。